# Europarlamentari pentru Luxemburg 1994-1999
Aceasta este lista membrilor Parlamentului European pentru Luxembourg între anii 1994-1999.
- Ben Fayot (Luxembourg Socialist Workers' Party: Party of European Socialists)
- Charles Goerens (Democratic Party: European Liberal, Democrat and Reform Party)
- Astrid Lulling (Christian Social People's Party: European People's Party)
- Lydie Polfer (Democratic Party: European Liberal, Democrat and Reform Party)
- Marcel Schlechter (Luxembourg Socialist Workers' Party: Party of European Socialists)
- Jup Weber (The Greens: European Green Party (until 10 October 1995), European Radical Alliance (from 10 October 1995))